# День, коли Земля зупинилась (фільм, 2008)
«День, коли Земля зупинилась» (англ. The Day the Earth Stood Still) — американський науково-фантастичний апокаліптичний бойовик 2008 року режисера Скотта Дерріксона, ремейк однойменного фільму 1951 року. Сценарій фільму заснований на класичній науково-фантастичній новелі «Прощання з господарем» Гаррі Бейтса й адаптації до нього сценарію Едмунда Норса.
Головні ролі виконували: Кіану Рівз, Дженніфер Коннеллі, Джейден Сміт, Кеті Бейтс, Джон Гемм, Джон Кліз і Кайл Чендлер.

## Сюжет
У 1928 році самотній альпініст, досліджуючи гори Каракорум в Індії, зустрічає сяючу сферу. Він втрачає свідомість, а прийшовши до тями бачить, що сфера зникла, а на його руці залишився шрам, де взяли зразок його ДНК.
У наш час за орбітою Юпітера виявлено швидко рухомий об’єкт, який, за прогнозами, впаде на Манхеттен. Він рухається зі швидкістю 30 000 кілометрів на секунду, досить швидко, щоб його удар знищив усе живе на Землі. Уряд Сполучених Штатів поспішно збирає групу вчених, включаючи Хелен Бенсон та її друга Майкла Граньє, щоб розробити план виживання.
Вчені їдуть до Нью-Йорка, щоб дочекатися зіткнення об'єкта із Землею. Наближаючись до планети, об’єкт сповільнюється перед ударом. Виявилося, що це великий сферичний космічний корабель, він м’яко приземляється в Центральному парку і його швидко оточує поліція Нью-Йорка та озброєні до зубів Збройні сили США. З’являється іншопланетянин, і Хелен йде вперед, щоб привітати його; але через паніку і плутанину інопланетянина поранено. З’являється гігантський людиноподібний робот і тимчасово вимикає все навколо, видаючи пронизливий звук, перш ніж поранений інопланетянин видає команду «Klaatu barada nikto», щоб вимкнути захисну реакцію робота.
Виявлено, що зовнішність інопланетянина — це біоінженерний скафандр, що складається з матеріалу, схожого на плаценту, що покриває людиноподібну істоту. Після того, як кулю витягли під час операції, істота швидко старіє уподоблюючись до Клаату, що виглядає як альпініст з 1928 року. Клаату повідомляє міністру оборони Регіні Джексон, що він є представником групи цивілізацій, посланих поговорити з лідерами Землі про порятунок планети. Коли Джексон натомість відправляє його на допит, Клаату тікає і знову зустрічається з Хелен та її пасинком Джейкобом, кажучи їм, що він повинен завершити свою місію «врятувати Землю».
Присутність кулі та інших дрібніших сфер, які починають з’являтися по всьому світу, викликає широку паніку. Військові атакують безпілотником сферу Центрального парку, але їм заважає робот. Військові використовують підхід без зброї, обережно закриваючи робота, який незабаром отримав прізвисько «GORT» (що означає генетично організовану роботизовану технологію), і транспортують його до підземного об’єкта Маунт-Везер у Вірджинії.
Клаату зустрічається з іншим прибульцем, містером Ву, який живе на Землі 70 років. Ву каже Клаату, що він знайшов людський рід деструктивним, упертим і не бажаючим змінюватися, що відповідає досвіду Клаату. Клаату наказує меншим сферам збирати зразки видів тварин, щоб зберегти їх для подальшої реінтродукції на Землю. Він пояснює Хелен, що має намір врятувати Землю від знищення людством. Коли поліцейський штату Нью-Джерсі намагається взяти їх під варту, Клаату вбиває його, а потім швидко оживляє офіцера, кажучи Хелен і Джейкобу, що він зробив це, щоб просто знешкодити перешкоду на шляху його місії.
Сподіваючись переконати Клаату змінити свою думку щодо людства, Гелен веде його в будинок професора Барнхардта, лауреата Нобелівської премії. Вони обговорюють, як раса Клаату пройшла через різку спільну еволюцію, щоб запобігти загибелі їхньої планети. Барнхардт стверджує, що Земля опинилася на тій самій прірві, і людству слід дати шанс зрозуміти, що воно теж має змінитися. Поки дорослі розмовляють, Джейкоб кличе владу, щоб ті прийшли і заарештували Клаату.
Поки військові перевіряють GORT, робот перетворюється на рій крилатих комахоподібних наномашин, які самовідтворюються, поглинаючи кожен рукотворний об’єкт на своєму шляху. Зграя незабаром пожирає все приміщення, виринаючи над землею, щоб продовжити годування.
Військові захоплюють Хелен, а Клаату та Джейкоб тікають пішки. Подорожуючи, Клаату дізнається більше про людство через Джейкоба. Коли Джейкоб зв'язується з Хелен і домовляється про зустріч на могилі свого батька, секретар посилає її, щоб вона спробувала змінити позицію Клаату. На могилі Джейкоб розбитий серцем, що Клаату не може воскресити його давно померлого батька. Коли Хелен і Джейкоб зустрічаються зі сльозами, сукупні спостереження Клаату за людьми переконують його зупинити рій.
Граньє веде їх до сфери Центрального парку, але рій досяг величезних розмірів. Клаату пробирається крізь рій до сфери, торкаючись її за мить до того, як його власне тіло буде знищено. Сфера дезактивує рій, рятуючи людство, але за рахунок електричної активності на Землі, за попередженням Клаату, що буде «ціна людського способу життя». Гігантська сфера залишає Землю.

## Касові збори
У США кінофільм отримав $79,366,978, за кордоном — $153,726,881 (усього — $233,093,859).
Під час показу в Україні, що розпочався 11 грудня 2008 року, протягом перших вихідних фільм демонстрували на 102 екранах, що дозволило йому зібрати $531,296 і посісти 1 місце в кінопрокаті того тижня. Фільм опустився на другу сходинку українського кінопрокату наступного тижня, хоч досі демонструвався на 102 екранах і зібрав за ті вихідні ще $174,427. Загалом фільм в кінопрокаті України пробув 6 тижнів і зібрав $1,079,765, посівши 16 місце серед найбільш касових фільмів 2008 року.

## У ролях
| Актор              | Роль                    |
| ------------------ | ----------------------- |
| Кіану Рівз         | Клаату                  |
| Дженніфер Коннеллі | Хелен Бенсон            |
| Джейден Сміт       | Джейкоб Бенсон          |
| Джон Кліз          | професор Карл Барнхардт |
| Джон Гемм          | доктор Майкл Грейнер    |
| Кеті Бейтс         | Регіна Джексон          |
| Кайл Чендлер       | Джон Дріскол            |
| Роберт Кнеппер     | полковник Аддельман     |
| Джеймс Хонг        | містер Ву               |
| Джон Ротман        | доктор Майрон           |

## Український дубляж
- Клаату — Андрій Мостренко
- Регіна Джексон — Ніна Касторф
- Хелен Бенсон — Ірина Ткаленко
- Майкл Грейнер — Ігор Рода
- Джейкоб Бенсон — Валентин Пархоменко
- Генерал — Євген Синчуков
- Карл Барнхардт — Олександр Ігнатуша

- Режисер дубляжу — Іван Марченко
- Переклад тексту — Олег Колесніков
- Звукорежисер — Фелікс Трискунов
- Координатор проекту — Лариса Шаталова
- Студія дубляжу: НеваФільм Україна

## Виробництво

### Розвиток
У 1994 р. кінокомпанія 20th Century Fox і Ервін Стофф продюсували успішний проект Швидкість з Кіану Рівзом у головній ролі. Стофф був у офісі студії, коли побачив плакат фільму 1951 року День, коли Земля зупинилась, що змусив його задуматися про ремейк з Рівзом у ролі Клаату.